# لانگ پریری (مینه‌سوتا)
لانگ پریری، مینه‌سوتا (به انگلیسی: Long Prairie, Minnesota) یک شهر در ایالات متحده آمریکا است که در شهرستان تاد واقع شده‌است.

## خصوصیات
لانگ پریری ۶٫۹۲ کیلومترمربع مساحت و ۳٬۴۵۸ نفر جمعیت دارد و ۳۹۴ متر بالاتر از سطح دریا واقع شده‌است.